# Спацијализам (уметност)
Спацијализам (лат. spatium) је првац у уметности који је настао из потребе да се дође до нове дефиниције простора.
Оснивач овог неоавангардног правца (у периоду од 1947. до 1954) је Лучио Фонтана (итал. Lucio Fontana, 1899—1968) који га је назвао Мовимијенто спацијале (итал. Movimento Spaziale; просторни покрет). Спацијализам комбинује идеје дадаизма, ташизма и конкретне уметности.
Фонтана је у покушају да превазиђе илузију тродимензионалног простора на сликарском платну, пробијао сликарска платна, користио неонска светла и телевизију за пројектовање светлости и боје у „стварни простор света“. Његов гесутални и театрални рад успоставио је нове критеријуме за нови појам простора који су касније примењени у архитектури и скулптури. Сматра се пиониром уметности инсталације.
- Giuseppe Capogrossi. Photo by Paolo Monti, 1972.
- Cesare Peverelli. Photo by Paolo Monti.